# Nattawut Suksum
Nattawut Suksum (thailändisch ณัฐวุฒิ สุขสุ่ม, * 6. November 1997 in Tak), auch als Biao bekannt, ist ein thailändischer Fußballspieler.

## Karriere

### Verein
Nattawut Suksum erlernte das Fußballspielen in den Schulmannschaften der Sam Ngao Wittayakom School und der Surasakmontree School sowie der Jugendmannschaft vom Erstligisten Bangkok United in Bangkok. Hier unterschrieb er 2017 auch seinen ersten Profivertrag. Die Saison 2017 spielte er hauptsächlich in der zweiten Mannschaft. Die Mannschaft spielte in der Bangkok Region der Thai League 4. Hier war er bester Torschütze mit 21 Toren. 2019 wurde er an die U23-Mannschaft des japanischen Clubs FC Tokyo aus Tokio ausgeliehen. Mit dem Verein spielte er in der dritten japanischen Liga, der J3 League. Nach der Ausleihe kehrte er 2020 zu Bangkok United zurück. Im Juni 2022 wechselte er auf Leihbasis zum Ligakonkurrenten PT Prachuap FC. Für Prachuap bestritt er zwanzig Ligaspiele. Nach der Saison wechselte er im Sommer 2023 wieder auf Leihbasis zum Zweitligisten Ayutthaya United FC. Am Ende der Saison 2023/24 belegte er mit dem Klub den sechsten Tabellenplatz und qualifizierte sich somit für die Aufstiegsspiele zur ersten Liga. Hier konnte man sich jedoch nicht durchsetzen. Nach der Ausleihe kehrte er zu Bangkok United zurück. Hier wurde sein Vertrag im Juni 2024 nicht verlängert. Im gleichen Monat nahm ihn der ebenfalls in der ersten Liga spielende BG Pathum United FC unter Vertrag. Im Sommer 2025 wechselte er auf Leihbasis nach Chanthaburi zum Zweitligisten Chanthaburi FC.

### Nationalmannschaft
Von 2017 bis 2018 spielte Nattawut Suksum siebenmal in der thailändischen U-21-Nationalmannschaft. Viermal trug er seit 2018 das Trikot der U-23-Nationalmannschaft.

## Erfolge
Bangkok United
- Thailändischer Vizemeister: 2018
- Thailändischer Pokalfinalist: 2017